# Luciano Cingolani
Luciano César Cingolani (Rosario, Argentina; 6 de abril de 2001) es un futbolista argentino. Juega de extremo y su equipo actual es el Gimnasia y Esgrima (Mendoza) de la Primera B Nacional.

## Trayectoria
Cingolani entró a las inferiores del Newell's Old Boys a los 12 años, y firmó su primer contrato con el club en agosto de 2019. Debutó con el primer equipo el 28 de diciembre de 2020 ante Central Córdoba (SdE) por la Copa de la Liga Profesional 2020.
En enero de 2023, el delantero fichó con el Godoy Cruz de la Primera División de Argentina.

## Selección nacional
Fue citado a la selección sub-18 de Argentina en julio de 2019.

## Estadísticas
Actualizado al último partido disputado el 23 de abril de 2023.
| Club                        | Div.          | Temporada     | Liga  | Liga  | Copas nacionales | Copas nacionales | Copas internacionales | Copas internacionales | Total | Total |
| Club                        | Div.          | Temporada     | Part. | Goles | Part.            | Goles            | Part.                 | Goles                 | Part. | Goles |
| --------------------------- | ------------- | ------------- | ----- | ----- | ---------------- | ---------------- | --------------------- | --------------------- | ----- | ----- |
| Newell's Old Boys Argentina | 1.ª           | 2020-21       | 3     | 1     | 0                | 0                | —                     | —                     | 3     | 1     |
| Newell's Old Boys Argentina | 1.ª           | 2021          | 5     | 1     | 0                | 0                | 5                     | 0                     | 10    | 1     |
| Newell's Old Boys Argentina | 1.ª           | 2022          | 8     | 0     | 0                | 0                | —                     | —                     | 8     | 0     |
| Newell's Old Boys Argentina | Total club    | Total club    | 16    | 2     | 0                | 0                | 5                     | 0                     | 21    | 2     |
| Godoy Cruz Argentina        | 1.ª           | 2023          | 7     | 0     | 0                | 0                | —                     | —                     | 7     | 0     |
| Godoy Cruz Argentina        | Total club    | Total club    | 7     | 0     | 0                | 0                | 0                     | 0                     | 7     | 0     |
| Total carrera               | Total carrera | Total carrera | 23    | 2     | 0                | 0                | 5                     | 0                     | 28    | 0     |